# Фроми
Фроми́ (фр. Fromy) — коммуна во Франции, находится в регионе Шампань — Арденны. Департамент коммуны — Арденны. Входит в состав кантона Кариньян. Округ коммуны — Седан.
Код INSEE коммуны — 08184.
Коммуна расположена приблизительно в 230 км к востоку от Парижа, в 100 км северо-восточнее Шалон-ан-Шампани, в 45 км к юго-востоку от Шарлевиль-Мезьера.

## Население
Население коммуны на 2008 год составляло 81 человек.
| 1962 | 1968 | 1975 | 1982 | 1990 | 1999 | 2008 |
| ---- | ---- | ---- | ---- | ---- | ---- | ---- |
| 126  | 152  | 152  | 125  | 90   | 84   | 81   |

## Экономика
В 2007 году среди 47 человек в трудоспособном возрасте (15—64 лет) 26 были экономически активными, 21 — неактивными (показатель активности — 55,3 %, в 1999 году было 58,3 %). Из 26 активных работали 24 человека (13 мужчин и 11 женщин), безработных было 2 (1 мужчина и 1 женщина). Среди 21 неактивных 9 человек были учениками или студентами, 7 — пенсионерами, 5 были неактивными по другим причинам.

## Фотогалерея

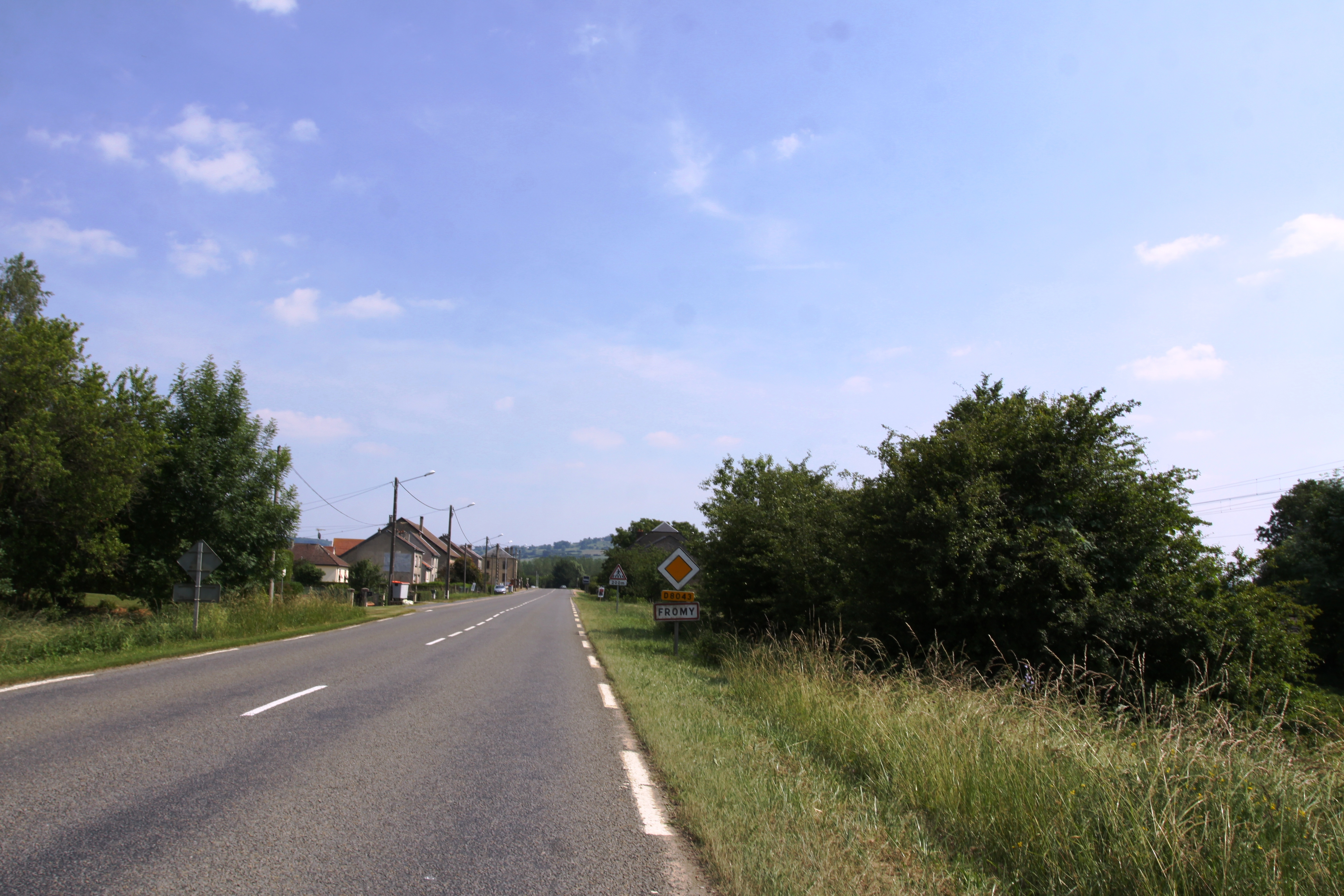
Фроми
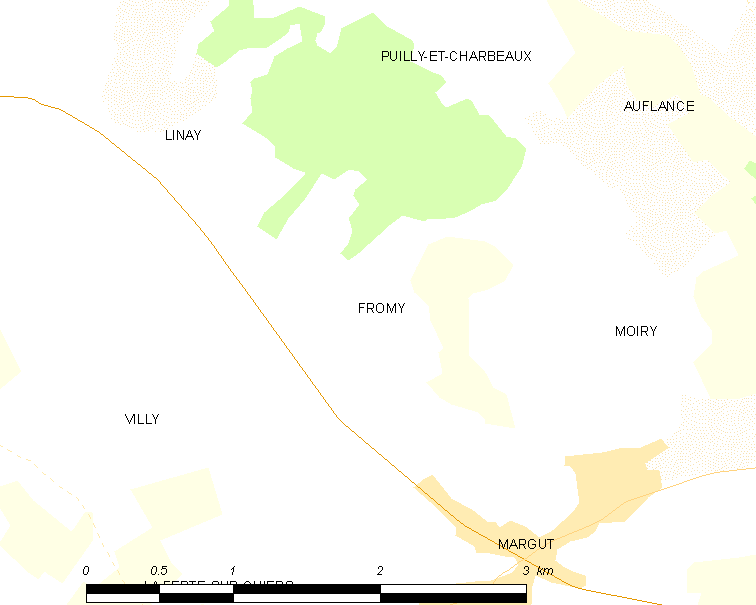
Карта коммуны